# Eye (magazine)
Pour les articles homonymes, voir Eye.

Le logo du magazine "Eye"

Eye Magazine, sous-titré The International Review of Graphic Design, est un magazine trimestriel anglais consacré au design graphique et à la culture visuelle.

## Histoire
Eye a été créé à Londres en 1990 par Rick Poynor, un journaliste spécialisé en design graphique et communication visuelle.
Rick Poynor a été le directeur de la publication de 1990 à 1997, Max Bruinsma de 1997 à 1999, John L. Walters depuis 1999. Cinq maisons d'édition se sont succédé à la publication du titre : Wordsearch, East Midlands Allied Press, Quantum Publishing, Haymarket Group et Eye Magazine Ltd. issu d'un Management buy-out en 2008.